# Данилово (Параньгинський район)
Дани́лово (рос. Данилово, марій. Данилово) — присілок у складі Параньгинського району Марій Ел, Росія. Входить до складу Ільпанурського сільського поселення.

## Населення
Населення — 13 осіб (2010; 18 у 2002).
Національний склад (станом на 2002 рік):
- росіяни — 100 %